# Songbird (album Barbra Streisand)
Songbird è un album in studio della cantante statunitense Barbra Streisand pubblicato nel 1978.

## Tracce
1. Tomorrow (Charles Strouse, Martin Charnin) – 2:56
2. A Man I Loved (Nikki Oosterveen, George Michalski) – 4:02
3. I Don't Break Easily (Bruce Roberts) – 3:53
4. Love Breakdown (Alan Gordon) – 3:36
5. You Don't Bring Me Flowers (Neil Diamond, Alan Bergman, Marilyn Bergman) – 3:58
6. Honey Can I Put on Your Clothes (Jean Monte Ray, Jerry Leiber, Mike Stoller) – 5:24
7. One More Night (Stephen Bishop) – 3:10
8. Stay Away (Kim Carnes) – 3:47
9. Deep in the Night (Helen Miller, Eve Merriam) – 3:10
10. Songbird (Dave Wolfert, Stephen Nelson) – 3:46